# Strumigenys dolichognatha
Strumigenys dolichognatha är en myrart som beskrevs av Weber 1934. Strumigenys dolichognatha ingår i släktet Strumigenys och familjen myror. Inga underarter finns listade i Catalogue of Life.